# Nemeskisfalud
Nemeskisfalud es un pueblo ubicado en el distrito de Marcali, en el condado de Somogy, Hungría.

## Superficie
Posee una superficie de 2,820 kilómetros cuadrados.

## Demografía
Hasta 2019 la población era de 173 habitantes, con una densidad de población de 61,35 habitantes por kilómetro cuadrado.